# Oldemburghese
L'Oldemburghese è una razza equina che trae le sue origini nella Germania occidentale al confine con i Paesi Bassi. Prende il nome dall'antico Stato tedesco di Oldenburgo.
Selezionato nella metà del Seicento, è il risultato di incroci mirati con varie razze tra cui il Frisone, l'Andaluso e il Napoletano e dei successivi miglioramenti genetici con le razze Anglo-normanna, Purosangue inglese e Hannover.
Razza equina definita dagli amatori ed estimatori con il termine "a sangue caldo", fiero ed elegante, originariamente utilizzato per il lavoro ma con conseguente evoluzione di indirizzo nella sella e nel tiro leggero.

## Caratteristiche

### Generalità
L'Oldemburghese è conosciuto nel mondo sportivo e amatoriale come l'esempio più moderno di cavallo che può essere cavalcato, presenta una testa lunga, con occhi espressivi e zampe altrettanto lunghe adatte alle competizioni sportive. 
Molti Oldemburghesi hanno espresso un'andatura elastica con un'ottima sospensione, per questo molto ricercata. La qualità della camminata, del trotto o del galoppo è altamente individuale, ma le loro andature sono state selezionate per essere adatte allo sport.
Tutte e tre le andature sono dritte viste da davanti o dietro, e sempre ritmiche, al passo sono diligenti e aperti, il trotto è attivo ed elastico ed il galoppo è aggiustabile.
Alcune selezioni da dressage Oldemburghesi mostrano un talento spiccato e i saltatori sono capaci e con ottime tecniche. 
Recentemente molte società d'allevamento sono state esaminate per aver incrociato cavalli con un temperamento troppo elevato: Questa caratteristica è diventata molto popolare nelle competizioni di salto, infatti cavalli sensibili e indipendenti sono ottimali per questo tipo di gare. D'altro canto però questo tipo di animali non sono adatti ai principianti, caratteristica che è invece molto ricercata dal mercato. 
In accordo con le regole del programma d'allevamento, i puledri devo essere chiamati in maniera patrilineare, cioè la prima lettera del nome del figlio è la stessa della prima lettera del nome del padre, mentre le puledre sono chiamate in maniera matrilineare.

### Identificazione
Il moderno Oldemburghese può essere identificato tramite marchio ufficiale composto da una "O" e una corona sul fianco sinistro. Esiste un marchio alternativo e similare per i cavalli del programma "Oldenburg International" composto da una "S" tra la corona e la "O" incompleta. 
Il marchio può essere posto prima dei due anni d'età e al di sotto di esso vengono impressi gli ultimi due numeri del codice numerico identificativo dell'animale. 
Un altro metodo di identificazione è il microchip elettronico che viene impiantato nel collo del cavallo.

### Colorazioni
L'Oldemburghese, essendo molto versatile, è stato molte volte scambiato per un cavallo a temperamento reattivo ma dai colori inusuali. La maggior parte degli Oldemburghesi presenti sul mercato sono morello, baio, sauro e grigio.

## Origini e storia

### Generalità
Il cavallo Oldemburghese è un derivato diretto del Frisone, migliorato successivamente grazie a vari incroci, soprattutto con Purosangue Inglesi e Anglo-Arabi. Il vecchio tipo di questo cavallo, destinato al tiro leggero, è noto come Ostfriesen.
I cavalli provenienti dalla regione sono anche i fondatori delle razze Holsteiner e Groingen.

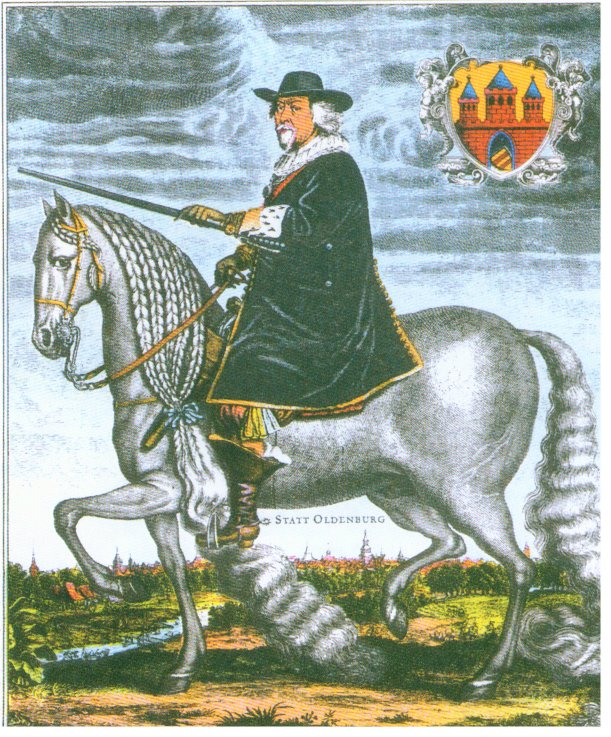
Raffigurazione del conte Anton Günther di Oldenburg in sella al suo stallone preferito Kranich.

### Nascita della razza
La sua storia è legata a quella del conte Anton Gunther di Oldenburgo, vissuto tra il 1603 e il 1667, che diede vita ad un allevamento di grande successo nella regione dell'Oldenburg vicina alla Fresia e ai Paesi Bassi. Egli, infatti, importò stalloni Frisoni, Polacchi, Inglesi, Napoletani e Spagnoli con cui fece coprire le sue giumente Frisone dando vita ai cosiddetti Oldemburghesi.
Inizialmente pensati come animali da lavoro la razza veniva utilizzata in agricoltura, ma presto iniziarono a considerarlo un cavallo da carrozza e da concorso,  trovarono acquirenti in tutta Europa e diventarono famosi per la loro versatilità.
Il conte Gunther possedeva infatti uno stallone Oldemburghese di nome Kranich, che divenne famoso non solo per esser stato uno dei primi razzatori della Storia della razza Oldemburghese, ma anche per le sue doti di ottimo cavallo da dressage.

### Declino e recupero
Dopo la morte del conte Gunther e di suo figlio, per la razza iniziò un periodo di decadenza fino all'istituzione del Libro Genealogico del cavallo Oldemburghese nel 1861 che segnò l'avvio di una severa selezione e fissazione della razza. A partire dal 1897 si praticò la marcatura a fuoco sulla coscia sinistra con un marchio esclusivo che viene utilizzato ancora oggi.
Ai primi del Novecento il cavallo Oldemburghese era un poderoso cavallo da carrozza e un ottimo destriero militare, poi nel 1935 fu deciso l'utilizzo del Purosangue Inglese per alleggerire la linea, renderlo più nevrile e adatto alle attività sportive.
I risultati furono ottimali, tanto che oggi la maggior parte degli stalloni impiegati è di razza Oldemburghese, stalloni che vengono utilizzati anche per migliorare altre razze tedesche ed europee.

## Attitudini e carattere

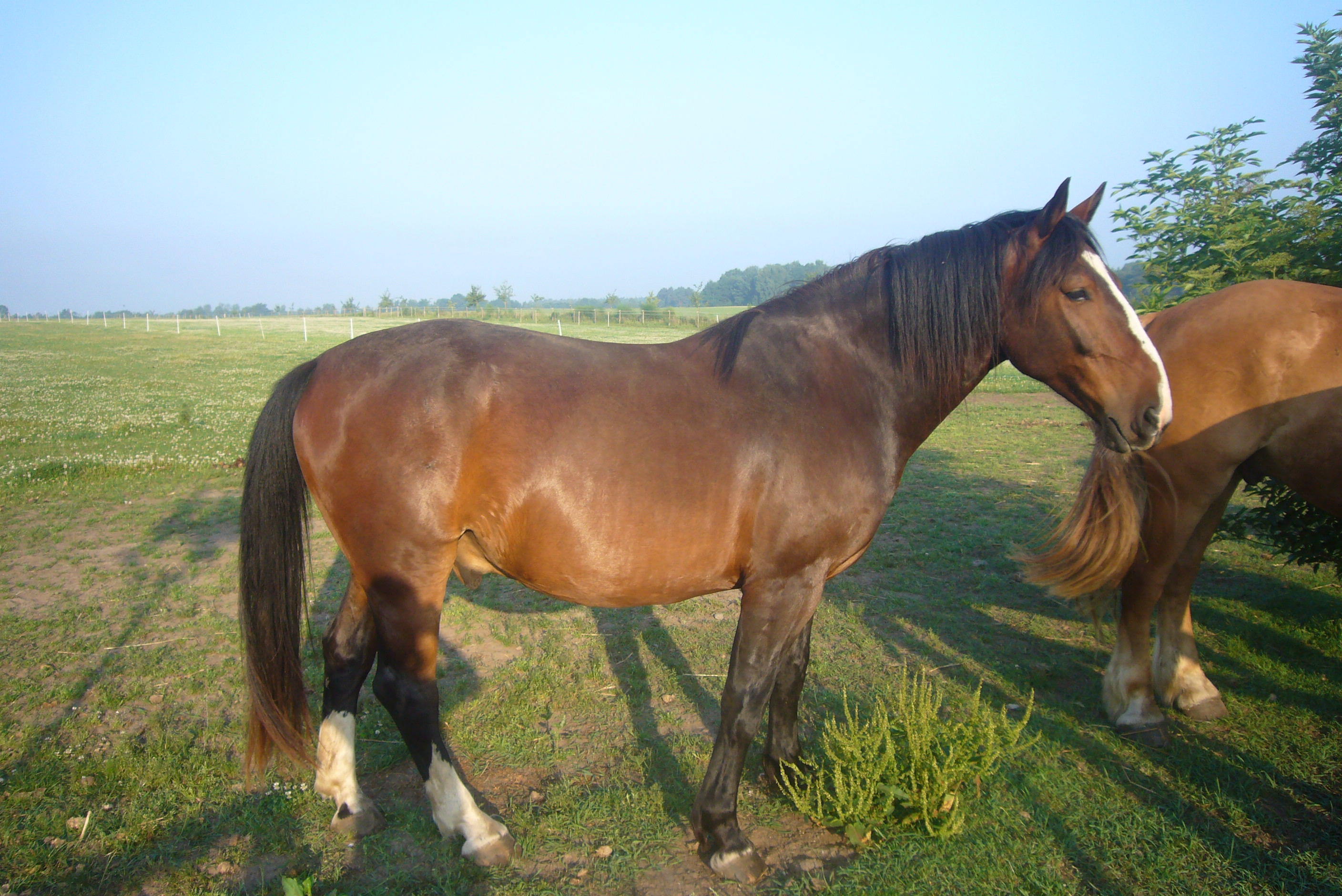
Stallone tipico Oldemburghese.

Originariamente come cavallo da tiro, attualmente l’influsso di sangue dal Purosangue Inglese l’ha alleggerito rispetto ai suoi antenati permettendogli così di muoversi con maggior agilità, è quindi un cavallo da sella. Tra tutti i cavalli da sella è comunque quello con la corporatura più possente, si presta bene al dressage e grazie alla sua forza al salto ostacoli. Mantiene l’abilità di cavallo da tiro, usato per tiro leggero.
Il carattere ha una certa variabilità dato dal fatto che le associazioni di razza hanno un approccio libero e un po' diverso tra di loro nello sviluppo del moderno Oldemburghese, c’è quindi una certa variabilità nel temperamento data soprattutto dalla parentela. Tuttavia, si distingue un temperamento docile e tranquillo, comune alla maggior parte dei soggetti. 
Definiti come cavalli molto volenterosi che non richiedono particolari cure o controlli durante il giorno ma che apprezzano avere una certa routine quotidiana. La costanza è il motivo per il quale hanno avuto grande successo a livello mondiale nel dressage. Inoltre, si evidenzia una certa lealtà all’allevatore e al posto di allevamento, diventando più irrequieti in circostanze nuove e con fantini inesperti. 
Sono attivi ed energici e per questo motivo vanno periodicamente lasciati sfogare, se lasciati a riposo si nota un'insofferenza nell'animale.

## Allevamento
Questa razza è considerata una delle più adatte alle corse e le competizioni equestri.
Gli Oldemburghesi sono stati utilizzati in molteplici modi: cavallo da carrozza, cavallo d'artiglieria, cavallo da fattoria, tuttavia con la comparsa dell'epoca moderna, negli anni Cinquanta e Sessanta, sono stati sostituiti nei compiti che fin ad ora avevano svolto. Ma con l'aumento del tempo libero e l'equitazione ricreativa gli allevatori di Oldenburg hanno intrapreso un'altra direzione della razza, sono cavalli impiegati per discipline della monta inglese come dressage e salto ostacoli in quanto dotati di un portamento fine e dinamico.